# Ladislav Kratina
Ladislav Kratina (ur. 15 maja 1975) – czeski niepełnosprawny sportowiec, uprawiające boccię. Brązowy medalista paraolimpijski z Pekinu w 2008 roku.

## Medale Igrzysk Paraolimpijskich

### 2008
- - Boccia - pary - BC4